# Превземане на Кабул (2021)
Град Кабул, столицата на Афганистан, е превзет от талибаните в резултат на офанзива от техните въоръжени сили на 15 август 2021 г. Превземането идва няколко часа след като президентът Ашраф Гани напуска президентския дворец и бяга от страната. Преди това повечето главни градове на регионите на Афганистан попадат под контрола на талибаните по време на изтеглянето на американските войски, което трябва да приключи до средата на септември 2021 г.
Продължават напрегнати преговори между делегацията на талибаните и официалните лица на Афганистан (Координационния съвет, „временното преходно правителство“), въпреки че е малко вероятно те да приключат с нещо различно от безусловната капитулация на правителството. Талибаните искат мирно прехвърляне на властта и международно признатото афганистанско правителство се ангажира да се съобрази. Правителството на Ислямска република Афганистан обаче иска прехвърляне на властта към преходното правителство, докато талибаните искат пълно предаване на властта. Силите на НАТО продължават да поддържат присъствие в Кабул.

## Предпоставки
На 1 май 2021 г. талибанските бойци, заедно със своите съюзници, започват мащабна офанзива, едновременно с изтеглянето на по-голямата част от американските войски от Афганистан. След бързо поражение в цялата страна Афганистанската национална армия се озовава в хаос. До средата на август само две части остават в бойна готовност: 201-ви корпус и 111-а дивизия, базирани в Кабул. Най-големите градове – Мазари-Шариф и Кандахар биват превзети, а столицата на Афганистан е обкръжена, след като талибанските сили превземат Мехтарла, Шарана, Гардес, Асадабад и други градове, както и райони в източната част на страната.
В дните, предхождащи превземането, прогнозите за ситуацията в Кабул рязко се влошават. В началото на август американските представители публикуват прогноза, че Кабул може да издържи няколко месеца, но седмицата при превземането донася по-мрачни прогнози: пет дни преди талибаните да достигнат Кабул, очакванията стават по-песимистични, а анализът показа, че столицата ще издържи „от 30 до 90 дни“, а в рамките на два дни служителите предполагат, че градът ще бъде превзет в рамките на една седмица.

## Въздействие върху цивилните
Някои местни жители, особено жени, се страхуват от възобновяването на талибанския режим, а някои съобщават, че се чувстват предадени. Съобщава се, че улиците на Кабул са заседнали в задръствания, жителите се втурват към летището, а някои изоставят автомобилите си, за да преодолеят трафика. Има съобщения и за дълги опашки пред летището и чуждестранните посолства, чиито жители издържат жегата с надеждата да получат визи или да излетят от страната. По-малко жители празнуват победата на талибаните.
Жителите съобщават за голямо увеличение на цените на храните. Съобщава се, че значителен брой продавачи в Кабул са се опитали да се разпореждат с инвентара си с надеждата да съберат достатъчно пари, за да избягат от страната. Има и притеснения относно хората, бягащи от други части на страната за Кабул поради настъплението.